# Cephaloziella massalongii
Cephaloziella massalongii là một loài rêu trong họ Cephaloziellaceae. Loài này được K. Müller mô tả khoa học đầu tiên năm 1913.